# Prumnopitys ferruginea
Prumnopitys ferruginea ist eine Pflanzenart aus der Gattung Prumnopitys innerhalb der Familie der Steineibengewächse (Podocarpaceae). Sie kommt in Neuseeland vor und wird dort Brown pine und von den Māori Miro genannt.

## Beschreibung

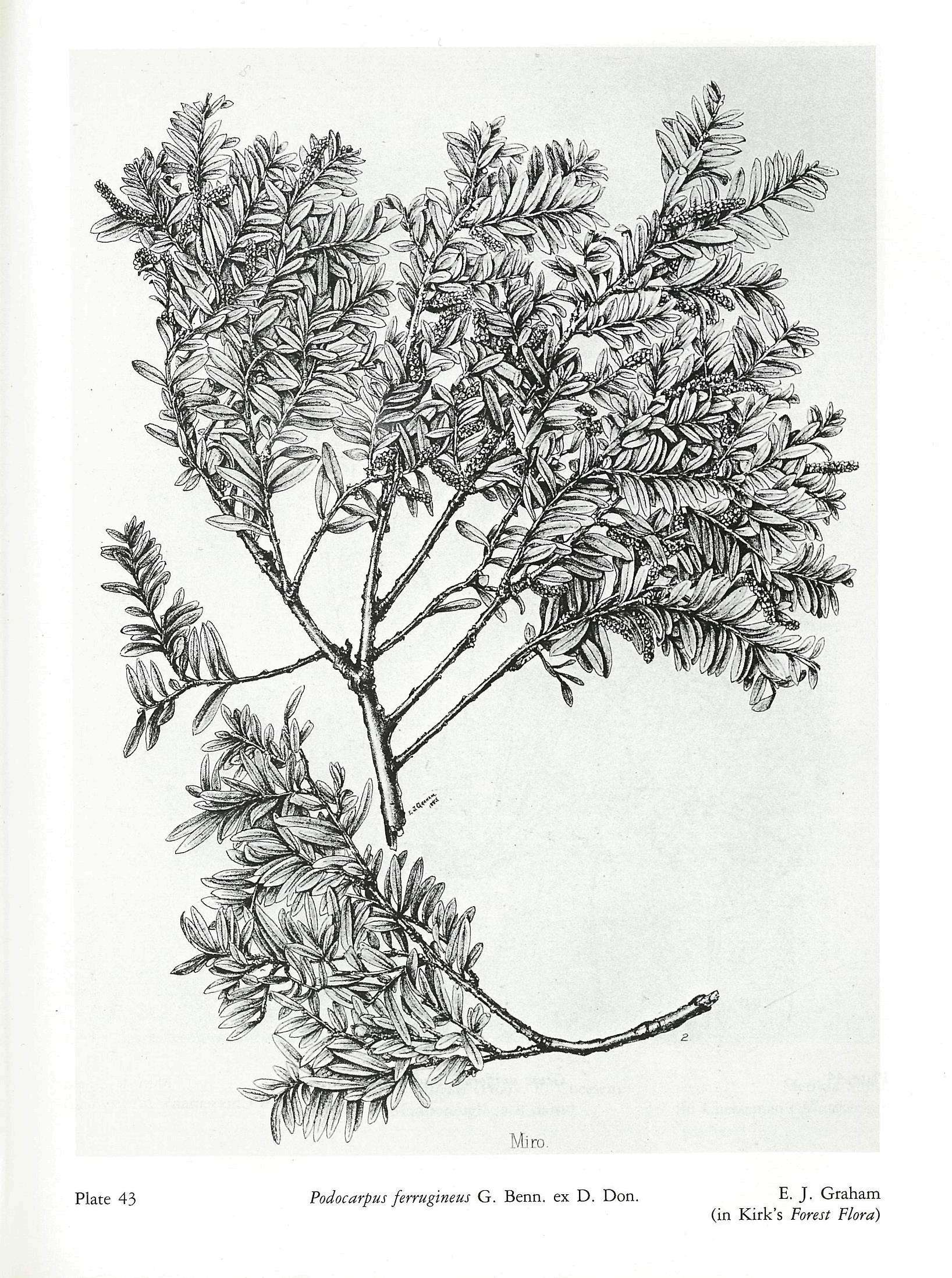
Illustration aus Kirk’s Forest Flora of New Zealand

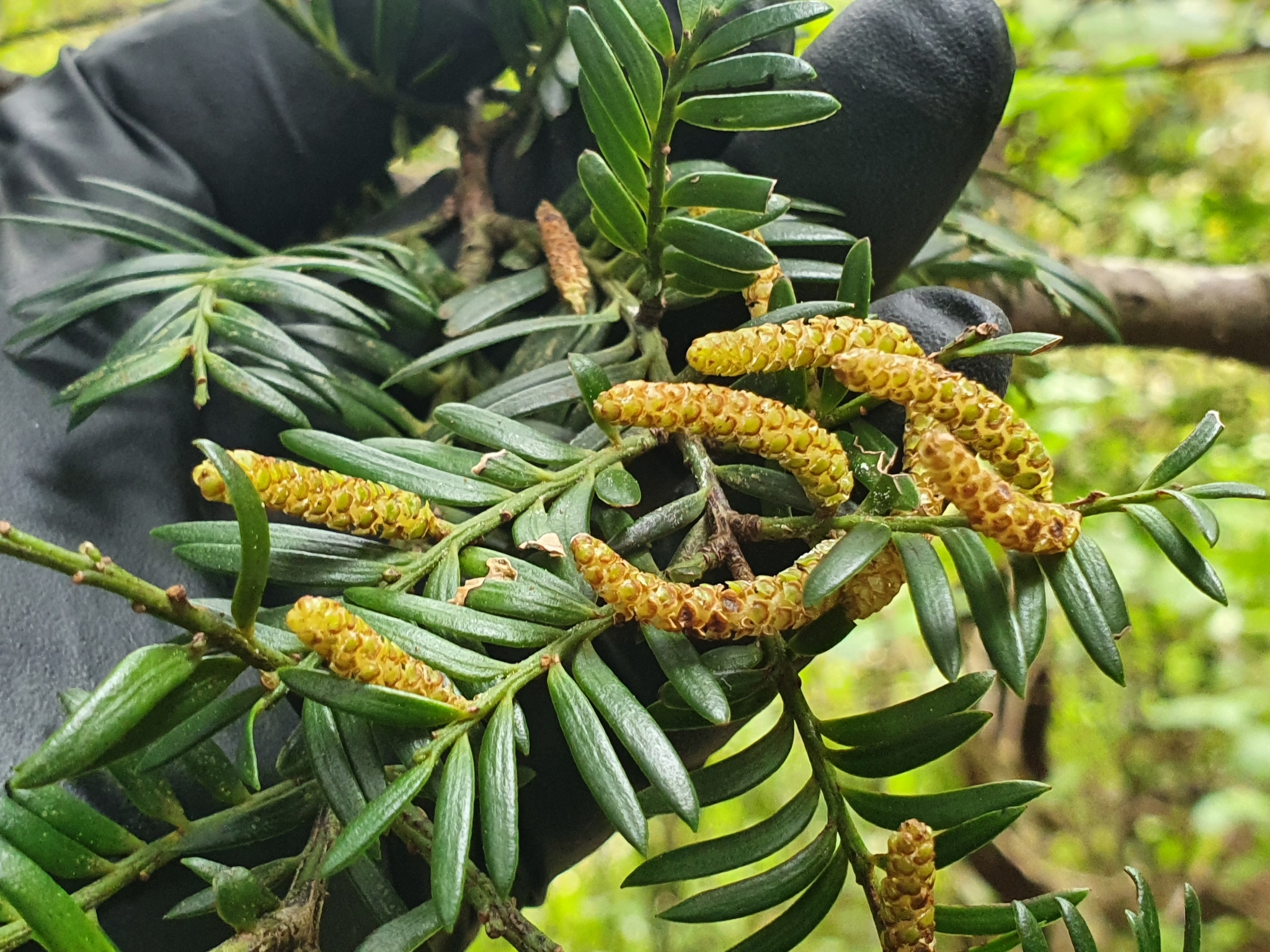
Männliche Zapfen

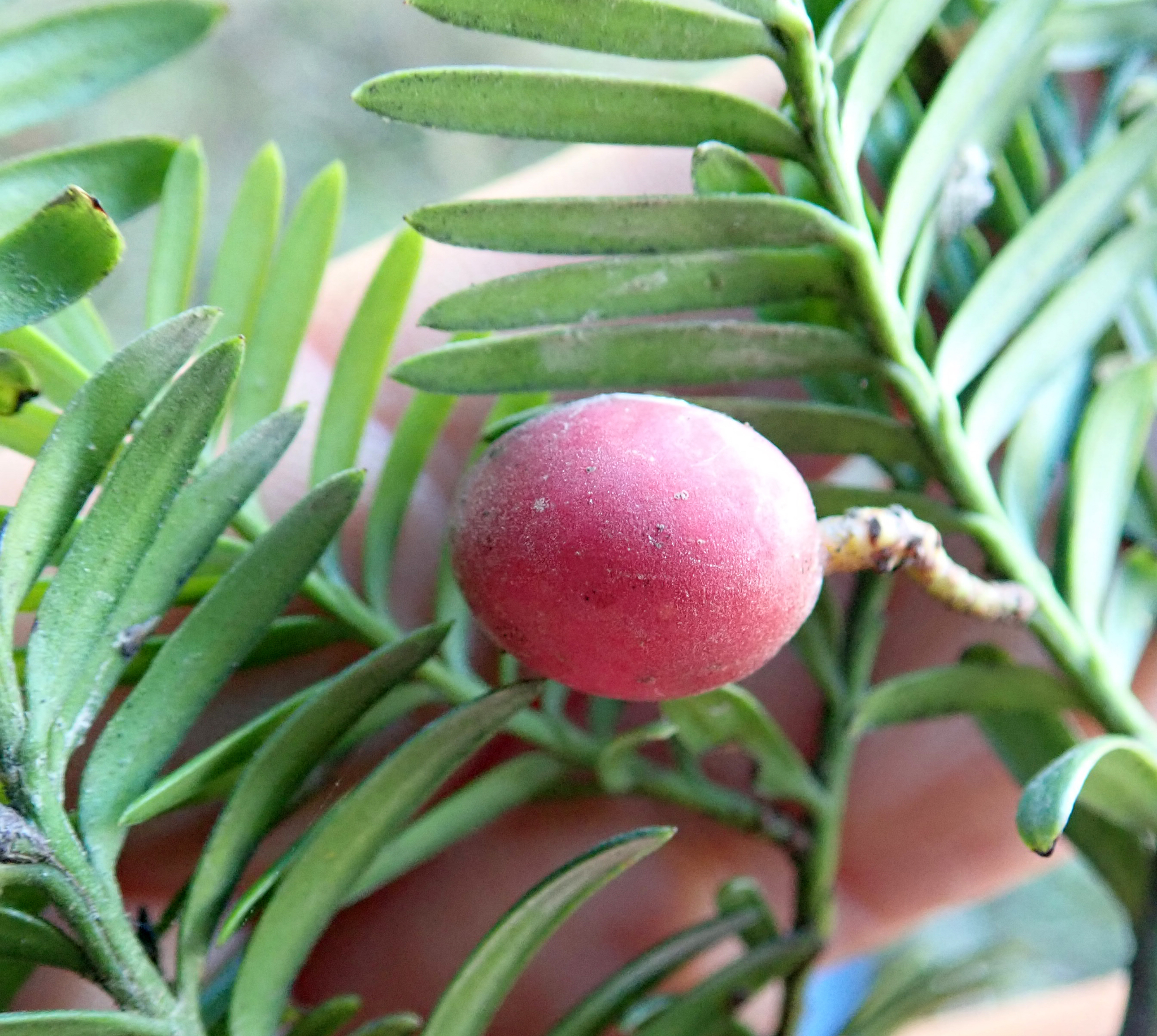
Frucht

### Vegetative Merkmale
Prumnopitys ferruginea wächst als immergrüner Baum, der Wuchshöhen von bis zu 25 Metern und einen Stammdurchmesser von bis zu 1 Meter erreicht. Die fast nadelförmigen Blätter sind gerade bis sichelförmig, 15 bis 25 Millimeter lang und 2 bis 3 Millimeter breit mit herabgebogenen Rändern.

### Generative Merkmale
Prumnopitys ferruginea ist zweihäusig getrenntgeschlechtig (diözisch). Die männlichen Blütenstände stehen einzeln, die weiblichen hängen von einem gekrümmten, schuppigen Stiel herab. Der Zapfen ist hochgradig modifiziert und auf einen 2 bis 3 Zentimeter langen Stiel reduziert, der ein bis drei Schuppen trägt. Jede Schuppe reift zu einem roten bis purpurroten, beerenartigen, ovalen, 20 Millimeter langen und 10 bis 15 Millimeter breiten Epimatium heran, das weich sowie essbar ist und einen einzelnen Samen einhüllt.

## Unterscheidung vonPrumnopitys ferrugineaundPrumnopitys taxifolia
Prumnopitys ferruginea unterscheidet sich von der verwandten, ähnlichen Art Prumnopitys taxifolia (Matai) in den Zapfen, Rinde, und Nadeln:
- Prumnopitys ferruginea haben längere, breitere Nadeln mit grüner Unterseite, Prumnopitys taxifolia hat eine weiße Blattunterseite. Die Nadeln von Prumnopitys ferruginea laufen zu einer Spitze zu, die von Prumnopitys taxifolia sind gerundet, manchmal mit einer kleinen Spitze am äußersten Ende.
- Prumnopitys ferruginea haben rot getönte Zapfen, die von Prumnopitys taxifolia sind blauschwarz. Die Zapfen von Prumnopitys ferruginea sind auch verhältnismäßig länger und oval.
- Bei beiden Arten blättert die Borke in Flocken ab und hinterlässt ein hammerschlagartiges Muster. Prumnopitys ferruginea hat jedoch nicht so ein ausgeprägtes und farbiges Muster. Bei Prumnopitys taxifolia sind die Flächen, an denen die Borke frisch abgefallen ist, oft leuchtend rot und verblassen allmählich zu braun.

## Ökologie
Die Samen werden von der Māori-Fruchttaube (Kererū) ausgebreitet, die den Arillus samt Samen frisst und wieder ausscheidet.

## Vorkommen
Prumnopitys ferruginea kommt in Neuseeland vor. Sie kommt sowohl im Tiefland als auch an den Hängen von Hügeln auf beiden Hauptinseln sowie Stewart Island vor.

## Systematik
Die Erstbeschreibung erfolgte 1832 unter dem Namen (Basionym) Podocarpus ferrugineus durch George Bennett in David Don: A Description of the Genus Pinus. 2, Seite 189. Das Artepitheton ferruginea leitet sich von der rostbraunen Farbe der getrockneten Blätter im Herbarium ab. Die Neukombination zu Prumnopitys ferruginea (G.Benn. ex D.Don) de Laub. wurde 1978 durch David John de Laubenfels in Blumea, 24, 1, Seite 190 veröffentlicht. Weitere Synonyme für Prumnopitys ferruginea (G.Benn. ex D.Don) de Laub. sind: Nageia ferruginea (G.Benn. ex D.Don) F.Muell., Stachycarpus ferrugineus (G.Benn. ex D.Don) Tiegh.